# 川上一夫
川上 一夫（かわかみ かずお、1956年1月11日 - ）はTVドラマプロデューサー。福岡県北九州市出身。助監督、監督を経てプロデューサーに転向。ベイシスを経て、現在はジニアス所属。

## 主なプロデュース作品
連続ドラマ
- 君のためにできること（1992.7月期フジテレビ月曜21時）※プロデューサー補
- 真夜中を駆けぬける（1993.11-12 ABCテレビ火曜20時）
- OUT〜妻たちの犯罪〜（1999.10月期フジテレビ火曜21時）
- 白い巨塔（2003.10/2004.1月期フジテレビ木曜22時）

単発ドラマ
- 金曜エンタテイメント・横溝正史シリーズ
  - 第三弾 本陣殺人事件
  - 第四弾 悪魔の手毬唄（1993.9 フジテレビ）
  - 第五弾 犬神家の一族（1994.10 フジテレビ）
- 金曜エンタテイメント 英二ふたたび（1997.1 フジテレビ）
- 金曜エンタテイメント 信濃のコロンボ（フジテレビ）
  - 第一弾 北国街道殺人事件（1998.5）
  - 第二弾 戸隠伝説殺人事件（1999.3）
  - 第三弾 追分殺人事件（2000.6）
- 金曜エンタテイメント 真相～わが子の殺人日記～（1999.2 フジテレビ）
- ピッキングトリオの事件簿（2001.10 フジテレビ）
- 稲垣吾郎金田一耕助シリーズ 女王蜂（2006.1 フジテレビ）
- 土曜プレミアム 愛馬物語（2008.5 フジテレビ）
- わが家の歴史（2010.4 フジテレビ）※協力プロデュース

## 主な監督作品
- いつも誰かに恋してるッ（1990.1月期フジテレビ木曜20時）
- 世にも奇妙な物語「青い鳥」（1992.5 フジテレビ木曜20時）